# Pico Miruellu
El pico Miruellu o Mirueñu, con 1138 m s. n. m., es la segunda cumbre más alta de la sierra litoral asturiana del Sueve, después del pico Pienzu. Está en la parte norte del concejo de Parres, casi en la divisoria con Colunga.
Puede alcanzarse con facilidad desde el pico Pienzu, bajando hacia el sur-oeste, o bien, alcanzando desde Colunga o Infiesto el Altu la Llama (414 m), subir en dirección este y luego nor-este. Tiene unas vistas parecidas a las del Pienzu, de la costa centro-oriental de Asturias y de las cadenas montañosas de la zona central y sur, destacando los Picos de Europa.